# 特里洛尼堂區
特里洛尼堂區（英語：Trelawny Parish）是牙買加的14個堂區之一，屬於康沃爾郡的一部分，位於該國西北部，北臨加勒比海，東鄰聖安堂區，南接曼徹斯特堂區和聖伊麗莎白堂區，西毗聖詹姆斯堂區，首府設於法爾茅斯，面積874平方公里，2001年人口74,000。

## 外部連結
- Parish Information （页面存档备份，存于）
- Statistical Institute of Jamaica （页面存档备份，存于）
- The Political Geography of Jamaica （页面存档备份，存于）
- Windsor Great Cave, Jamaica （页面存档备份，存于）
- Carambie Cave, Jamaica （页面存档备份，存于）
- Fisherman's Inn

18°23′N 77°38′W / 18.383°N 77.633°W